# یان اورانگا
یان اورانگا (انگلیسی: Ian Uranga؛ زادهٔ ۲۲ ژوئن ۱۹۸۷) بازیکن فوتبال اهل اسپانیا است.
از باشگاه‌هایی که در آن بازی کرده‌است می‌توان به باشگاه فوتبال دپورتیوو آلاوس اشاره کرد.